# 文珠站

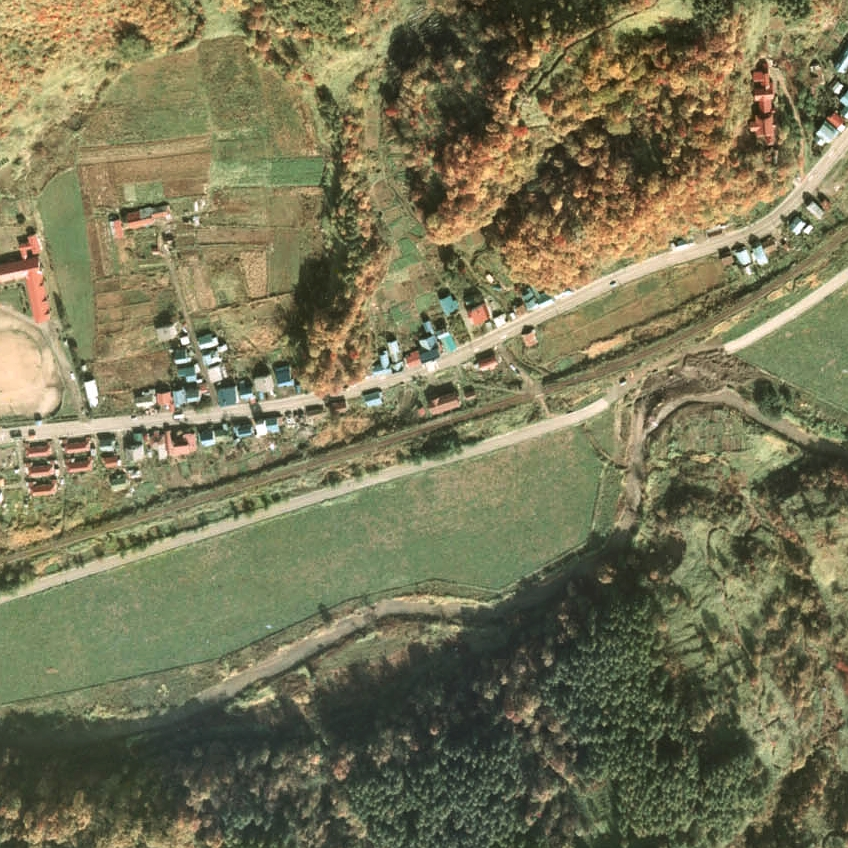
1976年的文珠站與方圓500米範圍。左邊是砂川方向。南邊高處為上砂川市區，直線距離約700米。

文珠站（日语：／ Monju eki */?）是位於北海道歌志內市字文珠，北海道旅客鐵道（JR北海道）的歌志內線車站（廢站）。隨著歌志內線全線廢線，車站在1988年（昭和63年）4月25日廢除。

## 歷史
車站附近地區是三井文珠煤礦與住友歌志内煤礦之煤礦住宅區。當地人發起了設置車站活動。截至1938年（昭和13年）12月，歌志內村村長已經數次陳情，要求設站。在戰前也沒有實現。直至在戰後，在兩間公司的有關人士強烈要求下，終於開設此站。
- 1946年（昭和21年）11月1日 - 運輸省（國鐵）歌志內線文珠臨時乘降場（局設置）啟用[2]。
- 1947年（昭和22年）2月20日 - 升級至一般車站[2]。車站開始處理行李、貨物[2]。
- 1960年（昭和35年）2月10日 - 成為民間委託車站[3]。
- 1961年（昭和36年）2月10日 - 車站結束處理行李、貨物[2]。
- 1986年（昭和61年）11月 - 停止發售車票。
- 1987年（昭和62年）4月1日 - 伴隨國鐵分割民營化，車站由北海道旅客鐵道（JR北海道）營運[2]。
- 1988年（昭和63年）4月25日 - 歌志內線全線廢除，此站也廢除[2]。

### 站名的由來
車站名稱取自地區名和附近的文殊煤礦。

## 車站構造
截至車站廢除前，此站是地面車站，設有1面1線的單式月台。此站是無人車站。

## 車站周邊
- 北海道道114號赤平奈井江線（日语：北海道道114号赤平奈井江線）
- 北海道歌志內高等學校（日语：北海道歌志内高等学校）（現時：歌志內市立歌志内中學（日语：歌志内市立歌志内中学校））
- 北海道中央巴士（日语：北海道中央バス）「文珠」巴士站

## 相鄰車站
北海道旅客鐵道
歌志內線
燒山－文珠－西歌

## 注腳
1. 1 2  新歌志內市史 1994年發行、P1082-1083。
2. 1 2 3 4 5 6  《停車場変遷大事典 国鉄・JR編 II》1998年10月 JTB編集，發行。
3. ↑  新歌志內市史 P1083。